# Cantón de Vitrey-sur-Mance
El cantón de Vitrey-sur-Mance era una división administrativa francesa, que estaba situada en el departamento de Alto Saona y la región de Franco Condado.

## Composición
El cantón estaba formado por diecinueve comunas:
- Betoncourt-sur-Mance
- Bourguignon-lès-Morey
- Charmes-Saint-Valbert
- Chauvirey-le-Châtel
- Chauvirey-le-Vieil
- Cintrey
- La Quarte
- La Rochelle
- La Roche-Morey
- Lavigney
- Malvillers
- Molay
- Montigny-lès-Cherlieu
- Ouge
- Preigney
- Rosières-sur-Mance
- Saint-Marcel
- Vernois-sur-Mance
- Vitrey-sur-Mance

## Supresión del cantón de Vitrey-sur-Mance
En aplicación del Decreto nº 2014-164 de 17 de febrero de 2014, el cantón de Vitrey-sur-Mance fue suprimido el 22 de marzo de 2015 y sus 19 comunas pasaron a formar parte del nuevo cantón de Jussey.